# Manuel Hörr

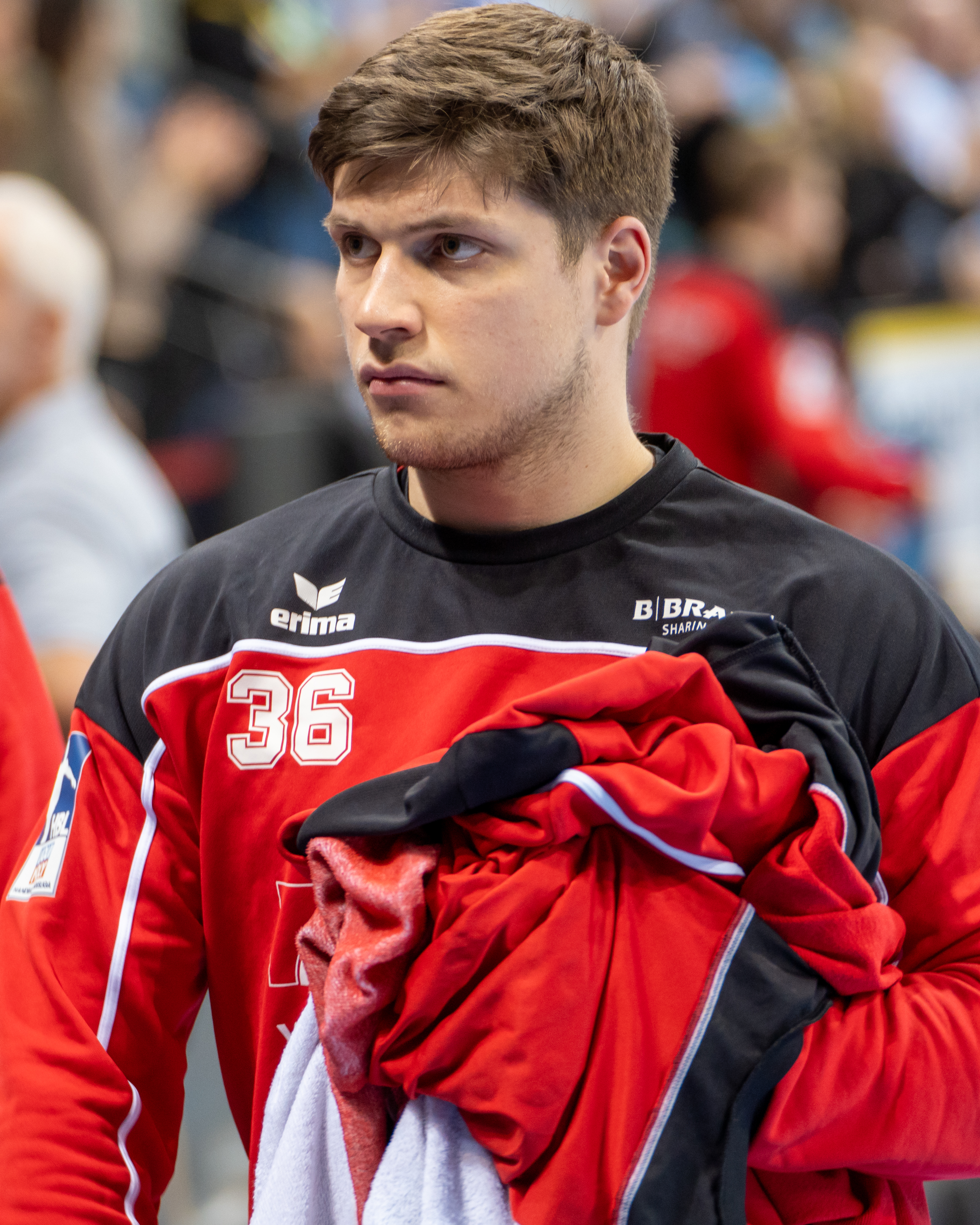
Manuel Hörr 2024

Manuel Hörr (* 3. November 2004 in Heppenheim) ist ein deutscher Handballspieler, der beim Zweitligisten TuS N-Lübbecke spielt und auf der Rückraum-Mitte-Position eingesetzt wird.

## Karriere
Hörr spielte ab seinem vierten Lebensjahr beim SV Erbach. Im Jahr 2020 gehörte er dem Kader der deutschen U-16-Beachhandballnationalmannschaft an. Im selben Jahr nahm er mit der Hessenauswahl an der DHB-Sichtung teil. Anschließend wechselte der gebürtige Heppenheimer zur MT Melsungen. Mit dessen B-Jugend belegte er den vierten Platz bei den deutschen Jugendmeisterschaften 2020/21. Sein Debüt als Profi in der Melsunger Herrenmannschaft gab Hörr im Achtelfinale des DHB-Pokals gegen den Bergischen HC am 15. Dezember 2021. Dabei konnte er einen Treffer verbuchen. Im Sommer 2024 wechselte er zum Zweitligisten TuS N-Lübbecke. Seit November 2024 läuft er zusätzlich per Zweitspielrecht für den Drittligisten TV Emsdetten auf.

## Sonstiges
Sein Vater Steffen Hörr lief für den VfL Heppenheim in der 2. Bundesliga auf.